# 1. FC Saarbrücken
1. FC Saarbrücken er en tysk fodboldklub baseret i byen Saarbrücken i Saarland. Klubbens eksistens begyndte med fodboldafdelingen i Turnverein Malstatt dannet i 1903. Afdelingen brød ud i 1907 for at danne den selvstændige fodboldklub FV Malstatt-Burbach og den 1. april 1909 blev den omdøbt til FV Saarbrücken.
| Fodbold | Spire Denne artikel om en fodboldklub er en spire som bør udbygges. Du er velkommen til at hjælpe Wikipedia ved at udvide den. |